# Noordelijke sachembij
De noordelijke sachembij (Anthophora borealis) is een vliesvleugelig insect uit de familie bijen en hommels (Apidae), geslacht sachembijen (Anthophora). De wetenschappelijke naam van de soort is voor het eerst geldig gepubliceerd in 1864 door Morawitz.